# Зофія Браніцька
Зофія Потоцька, до шлюбу Браницька (11 січня 1790, Варшава — 6 січня 1879, Крешовиці) — польська аристократка, дружина Артура Потоцького з 1816, колекціонерка мистецтва, меценатка.
Була дочкою Браницьких, Францішека Ксаверія (коронний гетьман Польщі) та Олександри (племінниця Григорія Потьомкіна, улюблена камер-фрейліна Катерини II; за поширеними плітками, її дочка). Від шлюбу народила єдиного сина, Адама Потоцького (1822-1872).
Вона була любителькою мистецтва, колекціонувала серед іншого італійський живопис. Як меценатка була активісткою Архиєпископства милосердя та благодійного товариства. Заснувала лікарню та притулок для бідних у Крешовицях і назвала їх на честь свого чоловіка Артура Потоцького (1787-1832), якого пережила на 47 років. Була покровителькою кампанії з допомоги пораненим у січневому повстанні 1863 року. Була ініціаторкою реконструкції каплиці святого Леонарда на Вавелі, засновницею каплиці Потоцьких у Вавельському соборі. У палаці Потоцьких «Під Баранами» заснувала Службу Порятунку для допомоги постраждалим від краківської пожежі 1850 року.
Її поховали в Крешовицях 9 січня 1879 року.